# Мальтійський орден
Мальті́йський о́рден — католицький чернечий орден хрестоносців-госпітальєрів. Великий магістр визнаний главою держави, його світський ранг — князь, духовний — прирівнюється до кардинала (Князь церкви). Представники ордену, його місій мають дипломатичний імунітет. У теперішній час Орден часто розглядається як карликова держава-анклав, найменша держава світу (на території Риму, але незалежна від Італії і Ватикану), іноді — як екстериторіальне державне утворення, іноді — просто як лицарський орден. На міжнародній арені Мальтійський Орден — це незалежний суб'єкт міжнародного права, який розглядається на рівні дипломатичних відносин (дипломатичних місій).
Заснований 1099 року в Єрусалимському королівстві. Визнаний папою у 1113 році. Після знищення королівства центр ордену неодноразово переносився: до Кіпру (1291—1310), Родосу (1310—1523), Мальти (1530—1798). Проголосив самостійність як незалежного князівства 1753 року на Мальті. Пройшов через розкол (1805—1812). З 1834 року полишив Мальту, перебуває у Римі до сьогодні.

## Назва
- Мальтійський орден — коротка назва[1][2].
- Сувере́нний військо́вий орден госпітальєрів Свято́го Іоа́нна Єрусали́мського, Родо́су і Ма́льти (англ. Sovereign Military Hospitaller Order of Saint John of Jerusalem of Rhodes and of Malta, італ. Sovrano Militare Ordine Ospedaliero di San Giovanni di Gerusalemme di Rodi e di Malta, лат. Supremus Militaris Ordo Hospitalarius Sancti Ioannis Hierosolymitani Rhodiensis et Melitensis) — повна.
- Орден госпітальєрів
- Орден йоаннітів
- Орден Св. Іоанна Єрусалимського.

## Історія
Мальтійський Орден (Орден Госпітальєрів) виник 1099 року із спільноти братів госпіталю Св. Йоана в Єрусалимі, які опікувалися паломниками, бідними і хворими. Перші назви ордену: Странноприімний Дім Єрусалимського Госпіталю, Орден св. Іоанна Хрестителя, Орден св. Іоанна Єрусалимського та інші.
З 1834 року будинок на Мальтійській площі в Римі є офіційною резиденцією Мальтійського Ордену, яким керує пожиттєво обраний Великий Магістр і уряд Ордену.
28 березня 1879 року Апостольською Ухвалою (Apostolic Brief) відновлюється титул Гросмейстер для керівника Ордена, яким з 1872 року був Джованні-Батіста Чечі а Санта Кроче (Giovanni-Battista Ceschi а Santa Croce). Папа Римський Лев XIII Постановою «Inclytum antiquitate originis» підтвердив відновлення титулу гросмейстера.
Незважаючи на втрату державної території Орден і надалі є суверенним суб'єктом міжнародного права і підтримує дипломатичні стосунки з більш ніж 100 державами. В 58 країнах Орден має власні структури, і більш як 120 країнах Орден активно займається гуманітарною діяльністю. В 9 міжнародних організаціях (наприклад: ООН, ЄС, ЮНЕСКО, Рада Європи, WHO i UNHCR) Орден має дипломатичні представництва.
1998 року уряд Мальти підписав угоду з Орденом, залишаючи у його розпорядженні на 99 років Фортецю Сант-Анджело. Це місце має «екстратериторіальний» статус і є місцем в якому відбуваються численні зустрічі кавалерів.

## Діяльність
Гасло Ордену «Tuitio fidei et obsequium pauperum», тобто «Захист віри та служіння бідним».
Цілі Суверенного Мальтійського Ордену викладені в його Конституції. Орден вважає своїм завданням, згідно з багатовіковою традицією примножувати честь Божу освяченням членів Ордену служінням на славу віри і Святого Престолу, на благо ближнього свого. Вірний Божественним заповідям і настановам Господа нашого Ісуса Христа, керуючись вченням Церкви, Орден підтримує християнські чесноти братерства і любові до ближнього, сприяє їм, творить милосердя, надаючи допомогу хворим, емігрантам, біженцям, безпритульним дітям і бідним. Він піклується про скріплення їх духу і віри, активно підтримує католицькі місії. Орден завжди готовий прийти на допомогу жертвам надзвичайних ситуацій, катастроф, потерпілим у війнах.
Госпітальєрська діяльність здійснюється через територіальні організації Ордену, тобто через Пріорати і Суб-Пріорати і, перш за все, через Національні Асоціації та Служби Допомоги Суверенного Мальтійського Ордену. В наш час Орден діє в 90 країнах, маючи власні лікарні, амбулаторії, будинки для людей похилого віку і інвалідів, Міжнародний Банк Крові (на острові Мальта), лепрозорії в країнах Африки і Південної Америки, центри збору і розподілу медикаментів, центри лікування і реабілітації діабету, дитячі будинки, школи медсестер і інші благодійні заклади різного роду. Значна підтримка надається у вигляді грошових пожертв, доставки продуктів харчування, медикаментів, гігієнічних засобів, одягу тощо.
Членами Ордену є близько 13.500 осіб. Будучи визнаним на міжнародному рівні, Орден має власний прапор, герб, конституцію, уряд, паспорти, марки, валюту тощо.

## Дипломатичні відносини з Україною

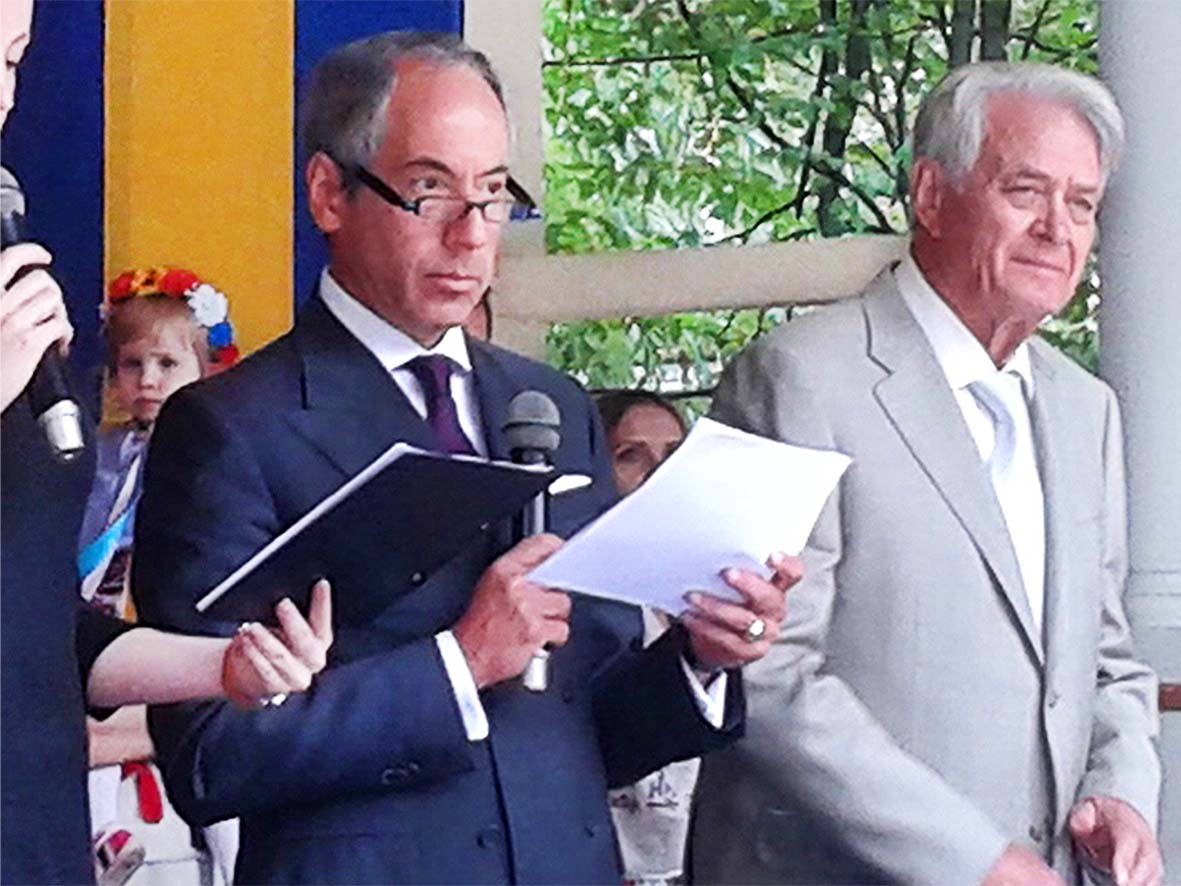
Надзвичайний і Повноважний Посол Суверенного Мальтійського Ордену в Україні Антоніо Ґаззанті Пульєзе ді Котроне (ліворуч). Європейський університет, 2014

Між Україною і Суверенним Мальтійським Орденом установлено дипломатичні відносини.
5 липня 2007 року Президент України Віктор Ющенко уповноважив українського Посла в Італії Георгія Чернявського на підписання від імені України Протоколу (у формі обміну нотами) між Україною та Суверенним Військовим Орденом Госпітальєрів Святого Іоанна Єрусалимського, Родосу і Мальти про встановлення офіційних відносин.
16 квітня 2008 року Князь і Великий Магістр Мальтійського Ордену призначив Пауля Фрідріха фон Фурхерра першим Надзвичайним і Повноважним Послом Суверенного Військового Ордену Госпітальєрів Святого Іоанна Єрусалимського, Родосу і Мальти в Україні, а 21 листопада 2008 року відбулося вручення вірчих грамот Президентові України Вікторові Ющенку.
У свою чергу, 21 липня 2008 року було призначено першого Надзвичайного і Повноважного Посла України при Суверенному Військовому Ордені Госпітальєрів Святого Іоанна Єрусалимського, Родосу і Мальти. Ним стала (за сумісництвом) Надзвичайний і Повноважний Посол України при Святому Престолі (Ватикані) Тетяна Іванівна Іжевська, яка 3 березня 2009 року вручила вірчі грамоти Князеві і Великому Магістру Мальтійського Ордену Фра Метью Фестінгу.
З 14 вересня 2014 року Надзвичайним і Повноважним Послом Суверенного Військового Мальтійського Ордену в Україні є Антоніо Ґадзанті Пульєзе ді Котроне.
Офіційним представництвом в Україні Ордену є Посольство Суверенного Мальтійського Ордену в Україні.
Свою діяльність здійснює також Мальтійська служба допомоги.

## Магістри
- 80. Фра Джакомо Далла Торре дель Темпіо ді Сангвінетто (від 2 травня 2018)[7]
- Джон Данлап (з 13 червня 2022 року)